# Steve Alford
Stephen Todd Alford (Franklin, 23 november 1964) is een voormalig Amerikaans basketballer en basketbalcoach. Hij won met het Amerikaans basketbalteam de gouden medaille op de Olympische Zomerspelen 1984.

## Carrière
Alford speelde college-basketbal voor het team van de Indiana University Bloomington, voordat hij in 1987 zich kandidaat stelde voor de NBA draft van 1987. In de tweede ronde van deze draft werd hij uitgepikt door de Dallas Mavericks waarvoor hij op november 1987 zijn NBA-debuut maakte. In totaal speelde hij 4 seizoenen in de NBA, hoofdzakelijk voor de Dallas Mavericks. Tijdens het seizoen 1988-1989 speelde Alford wel voornamelijk voor de Golden State Warriors.  
Alford werd ook opgenomen in de Amerikaanse selectie voor de Olympische Zomerspelen van 1984 in Los Angeles. Tijdens deze Olympische Spelen speelde hij aan de zijde van oa. Michael Jordan en Patrick Ewing 8 wedstrijden, inclusief de finale tegen Spanje  die ze ook winnend afsloten. Tijdens deze wedstrijden scoorde hij 82 punten.
Na zijn carrière als speler werd hij basketbalcoach. Hij is coach van meerdere universiteiten geweest, zoals de Universiteit van Iowa en UCLA. Sinds 2019 is hij coach voor het team van de Universiteit van Nevada.

## Erelijst
- Olympische Spelen: 1984

## Statistieken

### Regulier seizoen
| Seizoen  | Team                  | WG  | WS | MPW  | 2P%  | 3P%  | FW%  | RPW | APW | SPW | BPW | PPW |
| -------- | --------------------- | --- | -- | ---- | ---- | ---- | ---- | --- | --- | --- | --- | --- |
| 1987/88  | Dallas Mavericks      | 28  | 0  | 7,0  | 38,2 | 12,5 | 94,1 | 0,8 | 0,8 | 0,6 | 0,1 | 2,1 |
| 1988/89  | Golden State Warriors | 57  | 3  | 15,2 | 46,3 | 37,7 | 83,1 | 1,2 | 1,5 | 0,8 | 0,1 | 6,3 |
| 1988/89  | Dallas Mavericks      | 9   | 0  | 4,2  | 27,3 | 0,0  | 50,0 | 0,3 | 1,0 | 0,1 | 0,0 | 0,8 |
| 1989/90  | Dallas Mavericks      | 41  | 0  | 7,4  | 45,7 | 31,8 | 94,6 | 0,6 | 1,0 | 0,4 | 0,1 | 4,1 |
| 1990/91  | Dallas Mavericks      | 34  | 0  | 6,9  | 50,4 | 30,4 | 83,9 | 0,7 | 0,6 | 0,2 | 0,1 | 4,4 |
| Carrière | Carrière              | 169 | 3  | 9,7  | 45,9 | 32,4 | 87,0 | 0,9 | 1,0 | 0,5 | 0,1 | 4,4 |